# Neno Terziski
Neno Stoianov Terziski (em búlgaro:  Нено Стоянов Терзийски; 23 de março de 1964) é um ex-halterofilista búlgaro.
Terziski foi vice-campeão mundial júnior em 1982, em São Paulo, com 242,5 kg no total (110 no arranque e 132,5 no arremesso), atrás de seu então compatriota Naim Suleimanov, depois Naim Süleymanoğlu, com 250 kg (110+140), na categoria até 52 kg.
Ganhou ouro no mundial para juniores de 1983 (257,5 kg) e no Campeonato Mundial para seniores/adultos desse mesmo ano (260 kg), na categoria até 52 kg.
Foi ainda campeão mundial em 1985 (280 kg) e em 1987 (287,5 kg), agora na categoria até 56 kg.
Nos Jogos Olímpicos de 1992, em Barcelona, ele ficou em quarto lugar, com 295 kg no total combinado (130+167,5), na categoria até 60 kg.
Quadro de resultados

| Ano  | Competição                   | Lugar           | Total    | Posição | Arranque | Posição | Arremesso | Posição | Classe de peso |
| ---- | ---------------------------- | --------------- | -------- | ------- | -------- | ------- | --------- | ------- | -------------- |
| 1982 | Campeonato Mundial Júnior    | São Paulo       | 242,5 kg | 2.      | 110 kg   | 1.      | 132,5 kg  | 2.      | –52 kg         |
| 1983 | Campeonato Mundial Júnior    | Cairo           | 257,5 kg | 1.      | 112,5 kg | 1.      | 145 kg    | 1.      | –52 kg         |
| 1983 | Campeonato Mundial e Europeu | Moscou          | 260 kg   | 1.      | 115 kg   | 1.      | 145 kg    | 1.      | –52 kg         |
| 1984 | Campeonato Europeu           | Vitoria-Gasteiz | 262.5 kg | 1.      | 110 kg   | 3.      | 152,5 kg  | 1.      | –52 kg         |
| 1985 | Campeonato Europeu           | Katowice        | 280 kg   | 1.      | 120 kg   | 2.      | 160 kg    | 1.      | –56 kg         |
| 1985 | Campeonato Mundial           | Södertälje      | 280 kg   | 1.      | 122,5 kg | 1.      | 157,5 kg  | 1.      | –56 kg         |
| 1986 | Campeonato Europeu           | Karl-Marx-Stadt | 285 kg   | 1.      | 122,5 kg | 1.      | 162,5 kg  | 1.      | –56 kg         |
| 1987 | Campeonato Mundial           | Ostrava         | 287,5 kg | 1.      | 125 kg   | 2.      | 162,5 kg  | 1.      | –56 kg         |
| 1988 | Campeonato Europeu           | Cardiff         | 287,5 kg | 2.      | 120 kg   | 2.      | 167,5 kg  | 2.      | –56 kg         |
| 1991 | Campeonato Europeu           | Wladyslawowo    | 277,5 kg | 4.      | 122,5 kg | 5.      | 155 kg    | 5.      | –60 kg         |
| 1992 | Campeonato Europeu           | Szekszard       | 287,5 kg | 4.      | 130 kg   | 4.      | 157,5 kg  | 6.      | –60 kg         |
| 1992 | Jogos Olímpicos *            | Barcelona       | 295 kg   | 4.      | 130 kg   |         | 165 kg    |         | –60 kg         |

* Nos Jogos Olímpicos as medalhas são dadas somente para o total combinado

Estabeleceu 12 recordes mundiais ao longo de sua carreira — um no arranque, sete no arremesso e quatro no total, nas categorias 52 e 56 kg.
| Data       | Disciplina | Marca    | Classe de peso | Lugar           |
| ---------- | ---------- | -------- | -------------- | --------------- |
| 09.05.1983 | Arranque   | 115,5 kg | –52 kg         | San Marino      |
| 09.05.1983 | Total      | 255 kg   | –52 kg         | San Marino      |
| 09.09.1983 | Arremesso  | 144 kg   | –52 kg         | San Marino      |
| 22.07.1983 | Arremesso  | 145 kg   | –52 kg         | Cairo           |
| 22.07.1983 | Total      | 257,5 kg | –52 kg         | Cairo           |
| 22.10.1983 | Arremesso  | 145,5 kg | –52 kg         | Moscou          |
| 22.10.1983 | Arremesso  | 150 kg   | –52 kg         | Moscou          |
| 22.10.1983 | Total      | 260 kg   | –52 kg         | Moscou          |
| 22.12.1983 | Arremesso  | 150,5 kg | –52 kg         | Novi Pazar      |
| 27.04.1984 | Arremesso  | 152,5 kg | –52 kg         | Vitoria-Gasteiz |
| 27.04.1984 | Total      | 262,5 kg | –52 kg         | Vitoria-Gasteiz |
| 08.08.1987 | Arremesso  | 171 kg   | -56 kg         | Ostrava         |